# Obrzęk gazowy
Obrzęk gazowy – choroba zwierząt występująca na skutek zakażenia ran, wywołana zarazkami występującymi w ziemi, w zwierzęcych odchodach lub sianie. Częstą przyczyną występowania tej choroby jest nieprzestrzeganie czystości w zabiegach weterynaryjnych, np. przy kastracji, podczas odbioru porodu. Rozwój choroby następuje po kilku-kilkunastu dniach od zarażenia.
W pierwszej fazie powodują bolesne, ciepłe obrzęki, które z czasem przybierają postać zimną, w dotyku szeleszczącą.
Choroba ma często przebieg śmiertelny. W przypadku wczesnego jej wykrycia rokowania są dobre.